# Шиянь
Шия́нь (кит. упр. 十堰, пиньинь Shíyàn, буквально: «десять плотин») — городской округ в провинции Хубэй КНР.

## История
Во времена империй Мин и Цин эти земли были подчинены властям Юньянской управы (郧阳府). После Синьхайской революции в Китае была проведена реформа структуры административного деления, в результате которой управы были упразднены.
Во время гражданской войны эти земли к концу 1940-х годов оказались под контролем коммунистов, и здесь в 1948 году был создан Специальный район Сыди (四地专区), подчинённый Южно-Шэньсискому бюро КПК. В 1949 году Специальный район Сыди был переименован в Специальный район Лянъюнь (两郧专区). В 1950 году Специальный район Лянъюнь был передан из провинции Шэньси в провинцию Хубэй, где получил название Специальный район Юньян (郧阳专区). В 1952 году Специальный район Юньян был присоединён к Специальному району Сянъян (襄阳专区).
В 1965 году Специальный район Юньян был воссоздан, в его состав вошло 6 уездов. В 1969 году урбанизированная часть уезда Юньсянь была выделена в город Шиянь. В 1970 году Специальный район Юньян был переименован в Округ Юньян (郧阳地区). В 1973 году Шиянь был выведен из состава округа, став городом провинциального подчинения. В 1976 году в состав округа был передан лесной район Шэньнунцзя.
В 1983 году лесной район Шэньнунцзя был вновь выведен из состава округа, перейдя под прямое подчинение властям провинции Хубэй, а уезд Цзюньсянь был преобразован в городской уезд Даньцзянкоу. В 1984 году в Шияне были созданы районы Маоцзянь и Чжанвань.
В 1994 году решением Госсовета КНР город Шиянь и округ Юньян были объединены в городской округ Шиянь.
В 2014 году был расформирован уезд Юньсянь, а вместо него был образован район городского подчинения Юньян.

## Административно-территориальное деление
Городской округ Шиянь делится на 3 района, 1 городской уезд, 4 уезда:
| Карта                                                           | Карта       | Карта     | Карта           | Карта            | Карта         |
| --------------------------------------------------------------- | ----------- | --------- | --------------- | ---------------- | ------------- |
| Маоцзянь Чжанвань Юньян Юньси Чжушань Чжуси Фансянь Даньцзянкоу |             |           |                 |                  |               |
| Статус                                                          | Название    | Иероглифы | Пиньинь         | Население (2010) | Площадь (км²) |
| Район                                                           | Маоцзянь    | 茅箭区    | Máojiàn qū      |                  |               |
| Район                                                           | Чжанвань    | 张湾区    | Zhāngwān qū     |                  |               |
| Район                                                           | Юньян       | 郧阳区    | Yúnyáng qū      |                  |               |
| Городской уезд                                                  | Даньцзянкоу | 丹江口市  | Dānjiāngkǒu shì |                  |               |
| Уезд                                                            | Юньси       | 郧西县    | Yúnxī xiàn      |                  |               |
| Уезд                                                            | Чжушань     | 竹山县    | Zhúshān xiàn    |                  |               |
| Уезд                                                            | Чжуси       | 竹溪县    | Zhúxī xiàn      |                  |               |
| Уезд                                                            | Фансянь     | 房县      | Fáng xiàn       |                  |               |

## Экономика
В городе расположены автозавод Dongfeng Motor Corporation (лёгкие грузовики и коммерческие автомобили), а также предприятия по выпуску шин, цемента и стали, гидроэлектростанция и тепловая электростанция.

## Достопримечательности
- Уданшань